# Norwegische Badmintonmeisterschaft 2011
Die Norwegische Badmintonmeisterschaft 2011 fand vom 4. bis zum 6. Februar 2011 in der Vollen Idrettshall in Asker statt. Ausrichter war der Asker Badmintonklubb.

## Sieger und Platzierte
| Disziplin    | Gold                                  | Silber                               | Bronze                               |
| ------------ | ------------------------------------- | ------------------------------------ | ------------------------------------ |
| Herreneinzel | Steinar Klausen                       | Jim Ronny Andersen                   | Pål Withers                          |
| Herreneinzel | Steinar Klausen                       | Jim Ronny Andersen                   | Marius Fartum                        |
| Dameneinzel  | Sara Blengsli Kværnø                  | Hanna Blengsli Kværnø                | Marie Wåland                         |
| Dameneinzel  | Sara Blengsli Kværnø                  | Hanna Blengsli Kværnø                | Maren Kamlund                        |
| Herrendoppel | Steinar Klausen Erik Rundle           | André Andersen Espen Moe             | Erik Lia Sverre Bergland             |
| Herrendoppel | Steinar Klausen Erik Rundle           | André Andersen Espen Moe             | Marius Fartum Morten Oterhals        |
| Damendoppel  | Monica Halvorsen Sara Blengsli Kværnø | Gry Kirsti Skjønhaug Carina Amundsen | Ingrid Teistung Maren Kamlund        |
| Damendoppel  | Monica Halvorsen Sara Blengsli Kværnø | Gry Kirsti Skjønhaug Carina Amundsen | Marit Ulmo Helene Trommestad         |
| Mixed        | Jim Ronny Andersen Helene Abusdal     | Erik Rundle Monica Halvorsen         | André Høidebraaten Frøydis Formo     |
| Mixed        | Jim Ronny Andersen Helene Abusdal     | Erik Rundle Monica Halvorsen         | Sverre Bergland Gry Kirsti Skjønhaug |